# Eremobelba breviseta
Eremobelba breviseta är en kvalsterart som beskrevs av Balogh 1958. Eremobelba breviseta ingår i släktet Eremobelba och familjen Eremobelbidae. Inga underarter finns listade i Catalogue of Life.